# Johann Dietrich Busch
Johann Dietrich Busch (* 27. Dezember 1700 in Mesmerode, Wunstorf; † 18. Juli 1753 in Itzehoe) war ein deutscher Orgelbauer.

## Leben
Johann Dietrich Busch war wahrscheinlich ein Schüler Arp Schnitgers. Er setzte seine Tätigkeit nach Schnitgers Tod 1719 in der Werkstatt des Itzehoer Orgelbauers Lambert Daniel Kastens fort, der selbst ein Meistergeselle Schnitgers gewesen war. Ab 1728 leitete Busch Kastens' Itzehoer Werkstatt, da dieser inzwischen den Hauptsitz seiner Werkstatt nach Kopenhagen verlegt hatte. 1733 heiratete Busch dort Katharina Schütte, die aus Itzehoe stammte und wiederum Kastens' Schwägerin war.
Als selbständiger Meister beherrschte Busch den Orgelbau in und um Hamburg in der Zeit zwischen 1733 und 1753. Auch in den Herzogtümern Schleswig und Holstein sowie im Oldenburger Land sind zahlreiche Reparaturen, Umbauten und Pflegeverträge belegt.
Nach seinem frühzeitigen Tod übernahm sein Sohn Johann Daniel Busch die Werkstatt und führte die Arbeiten zu Ende, die sein Vater in Dybbøl und Højer begonnen hatte.

## Werke (Auswahl)
Busch ist bei folgenden Orgelneubauten nachweisbar:
| Jahr      | Ort                | Gebäude                      | Bild | Manuale | Register | Bemerkungen |
| --------- | ------------------ | ---------------------------- | ---- | ------- | -------- | --- |
| 1730      | Hamburg            | Reformierte Kirche           |      |         |          | |
| 1731–1732 | Schleswig          | Schleswiger Dom              |      | II/P    | 38       | Erweiterung der Orgel (II/P/29) um 4 Register im Hauptwerk und 5 im Pedal (?)                                                                         |
| 1737      | Wardenburg         | Marienkirche                 |      | II/P    | 13       | Neubau; Prospekt und diverses Pfeifenmaterial erhalten                                                                                                |
| 1737      | Idensen            | St. Ursula (Sigwardskirche)  |      |         |          | nicht erhalten |
| 1738      | Altenhuntorf       | St.-Jacobi-Kirche            |      | II/P    | 12       | Neubau; 1908 durch Johann Martin Schmid ersetzt |
| 1738      | Husby              | St.-Vincentius-Kirche        |      |         |          | nicht erhalten |
| 1737–1739 | Jade               | Trinitatiskirche             |      | II/P    | 21       | Neubau unter Verwendung älterer Teile; Prospekt und diverses Pfeifenmaterial erhalten; 2002–2008 Restaurierung durch Regina Stegemann                 |
| 1739      | Hamburg-Billwerder | St. Nikolai                  |      |         |          | Neubau; beim Brand der Kirche 1911 zerstört |
| 1739–1740 | Munkbrarup         | Laurentiuskirche             |      |         |          | Prospekt erhalten |
| 1740      | Broager (DK)       | St. Marien                   |      |         |          | Prospekt und diverses Pfeifenmaterial erhalten |
| 1741–1742 | Hamburg            | Hauptkirche Sankt Katharinen |      | IV/P    | 58       | Umbau |
| 1741–1743 | Grundhof           | St. Marienkirche             |      |         |          | mehrfach umgebaut |
| 1743–1744 | Hamburg-Altona     | St. Trinitatis               |      |         |          | Neubau; 1943 zerstört |
| 1743–1745 | Hamburg            | Neues Hiobshospital          |      |         |          | Neubau |
| 1744–1745 | Hamburg-Ottensen   | Christianskirche             |      |         |          | Neubau; Prospekt und diverses Pfeifenmaterial erhalten                                                                                                |
| 1744–1747 | Hamburg-St.Georg   | Dreieinigkeitskirche         |      | III/P   | 49       | Neubau; 1888/89 durch Neubau von Ernst Röver ersetzt                                                                                                  |
| 1749      | Uetersen           | Klosterkirche                |      | II/P    | 31       | Neubau unter Verwendung älterer Register; Prospekt und diverses Pfeifenmaterial erhalten                                                              |
| 1751      | Altengamme         | St. Nicolai                  |      | II/P    | 24       | Neubau; Prospekt und diverses Pfeifenmaterial erhalten                                                                                                |
| 1752      | Kirchwerder        | St. Severini                 |      | II/P    |          | Reparatur der Orgel von Hinrich Speter (1641) |
| 1752      | Dybbøl             | Dybbøl Kirke                 |      |         |          | Neubau; nach seinem Tod von Johann Daniel Busch vollendet; der Prospekt (1752) ist erhalten und beherbergt eine Orgel (1976/2012) von Marcussen & Søn |